# For min brors skyld
For min brors skyld je dánský hraný film z roku 2014, který režíroval Brian Bang podle vlastního scénáře. Snímek měl světovou premiéru dne 8. prosince 2014.

## Děj
Dospívající Aske je už od dětství sexuálně zneužíván svým otce a svým strýcem. Situace se zhoršila po smrti matky. Aske se snaží před otcem ochránit svého mladšího bratra Bastiena.

## Obsazení
| Elias Munk                | Aske       |
| Christoffer Jensen        | Bastian    |
| Allan Karlsen             | Lasse      |
| Frank Schiellerup         | Hans       |
| Oliver Bjørnholdt Spottag | Silas      |
| Tina Nørby                | matka      |
| Lara León                 | Sasja      |
| Marie Louise Lund Jensen  | Malene     |
| Kit Langberg Rasmussen    | Frederikke |
| William Gaarde            | Philip     |
| Robin Koch                | Andreas    |